# Последняя колония
«Последняя колония» (англ.  The Last Colony)  — научно-фантастический роман американского писателя Джона Скальци, третий во вселенной «Войны старика». В 2008 году роман был номинирован на премию «Хьюго» в категории «Лучший роман».

## Краткое содержание
Джон Перри и Джейн Саган, бывший клон «Призрачной бригады» покойной жены Перри, получают предложения занять должности лидеров новой колонии Роанок, которая будет состоять из человеческих поселенцев из первых десяти созданных человеческих колоний. После раздумий они решают согласиться и отправиться с Зои в новую колонию. Вместе с ней находятся защитники Зои Обеняне, которых зовут Хикори и Дикори, которые смотрят на неё с почти религиозным благоговением из-за успеха её отца в передаче сознания Обинянам.
По прибытии колонисты быстро понимают, что они не на планете Роанок. К ним приближается член спецназа ССК, гамеранец, приспособленный к жизни в космосе, который прикрепился к внешней части их корабля. Он сообщает, что у них нет выбора, кроме как приземлиться и начать строительство колонии в любом случае. Корабль был непоправимо поврежден, чтобы не дать ему покинуть орбиту, и все колонисты считаются изолированными от остальной части Союза колоний. Конклав (группа, которая хочет остановить экспансию человечества) знал об изначальном положении Роанока и поэтому ждал, чтобы уничтожить их. Он также говорит им, что для полной изоляции им запрещено использовать любые передовые технологии. Это компенсируется присутствием меннонитов, группы колонистов, похожих на амишей, которые знакомы с большим количеством базовой техники, которую ССК предоставил колонистам.
Колония продвигается с удивительно небольшими начальными трудностями. Несколько колонистов убиты существами, похожими на оборотней, которые видят в них потенциальную еду, но в остальном начинают обживаться в колонии. Через некоторое время их снова посещают силы специального назначения, которые сообщают им, что план частично удался, и первоначальные ограничения на технологии были сняты. Союз попытался дестабилизировать Конклав, выставив их некомпетентными из-за неспособности найти хотя бы одну колонию, несмотря на год поисков.
После короткой интерлюдии, когда их местоположение просочилось в Конклав, их посетил флот Конклава, состоящий из одного корабля от каждой расы-члена Конклава. Лидер Конклава, генерал Гау, умоляет Джона либо отказаться от колонии, либо выйти из Союза и присоединиться к Конклаву. Джон отказывается и просит генерала Гау сдаться. Озадаченный, генерал предлагает Джону заключить мир и приказывает флоту Конклава открыть огонь. Почти сразу весь флот был уничтожен. Члены спецназа в течение предыдущего года методично выследили каждый корабль флота Конклава и прикрепили бомбу из антиматерии к корпусу. Затем офицер, сопровождавший бывших колонистов Роанока, дождался прибытия каждого корабля Конклава, прежде чем привести в действие взрывчатку, спасая корабль лидера. Это разбивает Конклав на несколько фракций, некоторые из которых клянутся отомстить Союзу. Джейн предотвращает попытку атаки одной из фракций, дистанционно управляя защитными лазерами колонии, хотя некоторые люди погибают.
После атаки Джона арестовывают за то, что он хотел разрушить план уничтожения вражеского флота, попросив генерала Гау сдаться. В конце концов его отпускают, и после повторного разговора со спецназом он возвращается на Роанок. Он понимает, что Роанок — жертвенная пешка. Если Роанок будет уничтожен, набор в ССК резко возрастет, используя уничтожение колонии в качестве призыва к сплочению, что позволит вести более агрессивную кампанию против других инопланетных рас. Однако это приведет к окончательному вымиранию человечества в результате войны на истощение.
Джон отрекается от лидерства в Роанок и присоединяется к Конклаву, получив от них корабль в качестве своего суверенного владения с помощью Обинян. Вместе с другими членами Конклава он посещает (запрещенную, изолированную) Землю, чтобы узнать, что происходит в остальной части вселенной, и рассказать им об уровне технологий Конклава.
Колониальный Союз приходит в смятение, набор в армию резко падает, а потенциальные колонисты возражают, но в конце книги предполагается, что правильное включение Земли в Союз позволит найти больше дипломатических решений и сотрудничества между видами.

## Инопланетные виды
- Обиняне: Появились на луне газового гиганта, они получили интеллект, но не индивидуальное сознание, от другого инопланетного вида, Консу. Обиняне описываются как гермафродиты, напоминающие помесь паука и жирафа. Обычно они не взаимодействуют с другими расами, кроме как для нападения; когда они это делают, бывают жестоки, беспощадны и неумолимы.
- Гамеранцы: На самом деле это подвид людей, созданный ССК для естественной жизни в космосе. Они похожи на больших каменных черепах и могут легко прятаться среди астероидов, планетарных колец и других тел или спутников. У них также есть первое поколение МозгоДруга, которое является полностью органическим.